# 柯爾特M1902半自動手槍
柯爾特M1902（英語：Colt Model 1902）是一款由美国著名枪械設計師约翰·勃朗宁所設計、並且由柯爾特專利槍械生產公司在20世紀初期生產的單動操作式半自動手槍，發射.38 ACP口徑手枪子彈。M1902並非全新設計，而是對幾乎相同的M1900作出的增量改進型，並且將M1900過渡到三款不同但卻相關的、採用了相同槍機和彈藥的手槍，分別是M1902運動型號、M1902軍用型號和M1903袖珍擊錘型號。M1902運動型號與M1900非常相似，以至於延續了其序列號範圍；而M1902軍用型號與M1903袖珍擊錘型號則是具有不同的序列號範圍。M1902軍用型號具有方形和加長型握把底把而彈匣附帶有額外的金屬環，而M1903袖珍擊錘型號裝有縮短型槍管和套筒，但保留了運動型號的握把底把。以後的柯爾特M1905 .45 ACP口徑手槍將來自同一血統，但序列號範圍不同。

## 研發
在19世紀後期，包括美國在內的許多國家的軍隊正在評估或正在採用最先進的半自動制式手槍，以取代在當時被認為已經過時的左輪手槍。美國槍械設計師約翰·M·布朗寧希望與胡戈·博查特和格奧爾格·魯格等當代人一起設計一款適銷對路的半自動手槍。布朗寧與柯爾特製造公司合作，後者希望利用對手槍現代化的興趣，通過政府軍事合同的大規模採購獲取豐厚利潤，使得利息資本化。他們在首次合作當中生產了M1900；它使得美國軍方很感興趣，足以購買數百支M1900手槍進行測試、評估和少部份的野外試驗；但是，這款設計的局限性卻阻撓了它獲整個制式範圍內採用的可行性。M1902這一“型號”基本上是同一把手槍，但進行了一部份改進以解決這些缺陷。
毛瑟C96、魯格M1900和柯爾特M1902可在該領域上有一些相互比較的機會。就機械而言，毛瑟手槍通常被認為是最發達（或是説是最成熟）的一款，具有受其元素所保護的可靠槍機、手動保險，並且具有無彈後定功能、藉由保持槍機開放狀態表明已發射最後一發，以至可以輕鬆轉換為卡賓槍形態；但是，該手槍已經達到了發展的巔峰。魯格與柯爾特一樣，在1902年至1907年間問世，尚未完善，雖然它不僅製作精美，但這可是人體工程學以上的經典作。而柯爾特手槍的人機工程學則與之相反，平衡性差劣而且握把粗糙，還缺少保險機構（已將廢棄的和不受歡迎的瞄準具保險換成了根本無保險），並且被認為對元素更開放。1904年，在瑞典測試當中所使用的柯爾特M1902運動型號（完敗於FN勃朗寧M1903 9毫米型）亦被發現，不僅不夠可靠，瑞典人還提到了其人體工程學的缺失。但是，柯爾特的價值在於，其.38 ACP口徑彈藥被認為優於德國手槍的彈藥，並且朝著正確的方向邁出了一步（瑞典人提到了這一優點）。柯爾特M1902尚有發展的空間，而毛瑟卻已經過度很成熟而且無可改進的餘地。另一方面，魯格的發展速度與柯爾特M1902相差不大，競爭在1907年更達到頂峰，當時有.45 ACP口徑的柯爾特M1905和相同（.45 ACP）口徑的魯格手槍兩者競爭，儘管最後兩種手槍在較重更大的口徑方面上都顯示出其前途的不足；而且，隨著美國致力於.45 ACP的使用，M1902的基本設計始終建基於.38 ACP，可魯格的延伸性稍大，而隨後亦可發現9×19毫米帕拉貝倫彈藥的強大之處，這是柯爾特M1900／1902／1905系列所無法比擬的優勢。但畢竟，柯爾特手槍在美國協助了半自動手槍概念的推銷，並且為日後的柯爾特M1911手槍的發展做出了貢獻。

## 設計細節

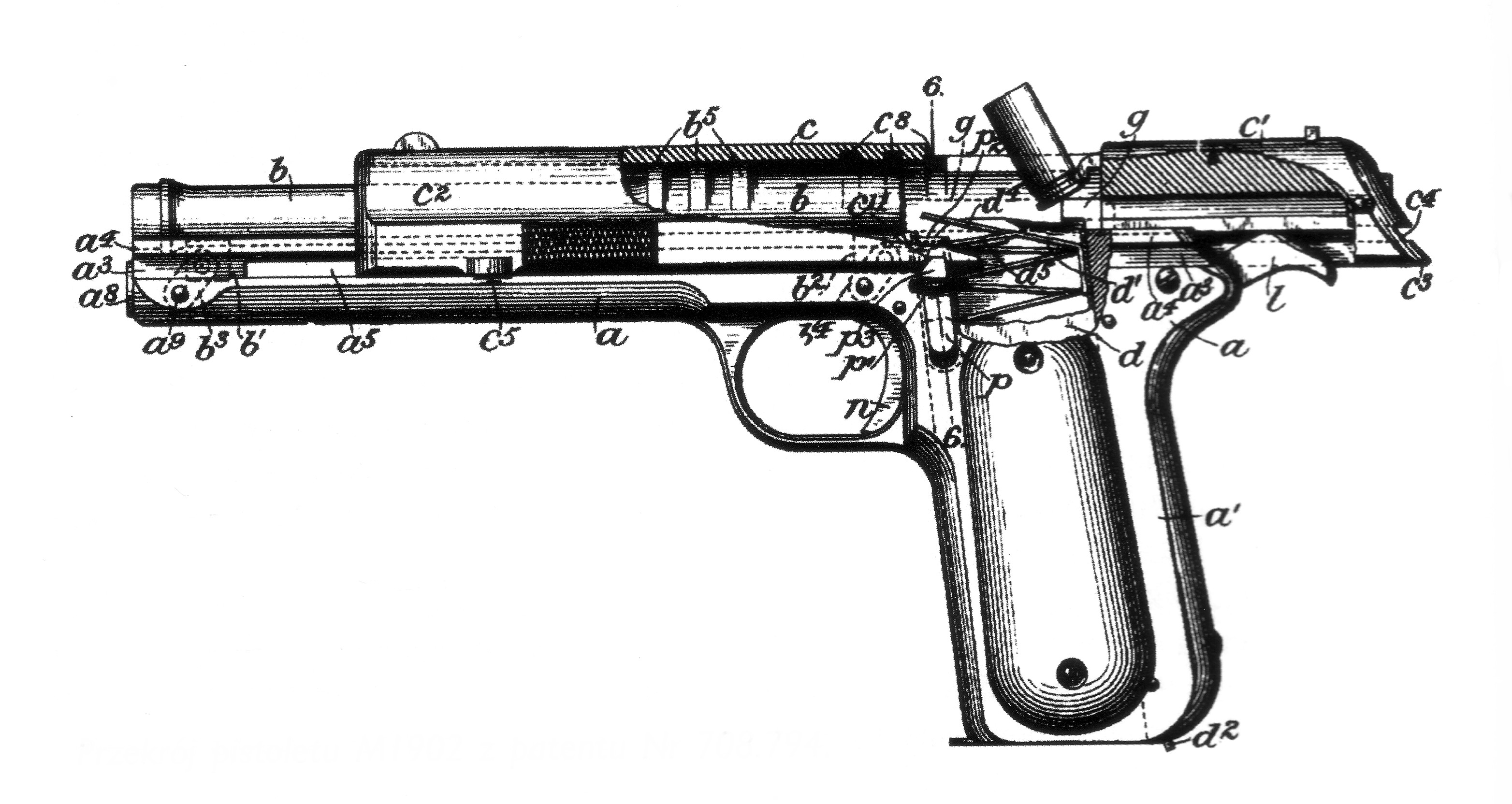
柯爾特M1902的專利圖紙。

M1902是一款從前型M1900衍生而來、以槍管短行程後座作用所操作的手槍，但其內部機構得到簡化，內部零件數量得以減少。布朗寧和柯爾特還採納了美國軍方的建議，在設計當中追加了套筒擋塊。M1900裝有的樞軸式瞄準具保險裝置可藉前後擺動以物理擋塊阻擋手槍擊錘的回轉，但由於該裝置出現了眾多問題而被移除。M1900設計的另一個缺失是由英國軍方進行的試驗當中所發現的，他倆發現該手槍掉落時容易走火。在M1902當中，撞針的長度減少到小於其移動的滑槽的長度，除非撞針實際地被擊錘所撞擊，否則降低了這種情況發生的可能性。
M1902裝填與前型M1900手槍相同的.38 ACP口徑手槍子彈。在大多數情況以下，M1902手槍還裝有與M1900相同的硬黑色橡膠握把片，但也提供定制型握把片，特別是在演示版本以上。絕大多數製成的M1902式手槍都採用了高度拋光，深而有光澤的柯爾特皇家烤藍表面處理，但是很少見到鍍镍和鍍银的型號，以至各種定製的表面處理。在某些M1902的早期生產型號以上，扳機、插銷和握把螺釘塗有火色或氮化藍塗層，使得這些零件具有美麗的鈷藍色調。而M1902的手槍擊錘通常經過表面硬化處理。早期生產型手槍在其套筒前端具有銑削的直線或橫切方格花紋鋸齒狀防滑紋，可在以後的生產型號當中都被移除。儘管M1902最初是為軍用市場而設計的，但柯爾特卻也十分進步，以至於認識到將手槍作商業化銷售也能提供了潛在的收益，並因而推出了該手槍的運動型號，但作出了一些細節的變動。軍用型號或運動型號的手槍都無手動保險裝置。
柯爾特M1902的特徵是為M1902的運動型號而配備的三款獨特的擊錘。從M1900生產時結轉過來的擊錘，分別是二型，被柯爾特稱為“高柄”馬刺式擊錘、與圓型擊錘，被柯爾特稱為“短柄”樁式擊錘。最終，到了1904年，在序列號7184或之後，“高柄”馬刺式擊錘的供應已被耗盡，而“短柄”樁式擊錘則成為了該運動型號的標準。而M1902的軍用型號從一開始就僅以“短柄”樁式擊錘生產。第三把錘直到1907年末或1908年初才開始使用，它是輪廓低矮的馬刺式擊錘，並僅在最後一批運動型號以上取代了“短柄”樁式擊錘；但在大約在1908—09年間，卻被定位為M1902的唯一軍用型號擊錘，在此之前與“短柄”樁式擊錘一起逐步地投入生產。
由於柯爾特自動手槍都經過M1905 .45口徑都進行過的手工拋光，同一把手槍上任何手槍標記的深度和重量可能會有所不同；相比之下，手槍可能相差了一盎司。由於延長了方形底把和掛繩環，軍用型M1902比運動型號稍重。

## 衍生型
在1902年至1928年間，柯爾特所提供的“軍用型M1902”與運動型號的不同在於，握把稍長而且呈方形，以便在彈匣以內再裝填一發彈藥。軍用型號具有機械式套筒卡榫裝置，而握把後跟處裝有一條掛繩環，總重量也稍重。1908年以前生產的軍用型號裝有圓形擊錘，而1908年以後生產的則是軍用型擊錘。柯爾特亦曾向時任總統西奥多·罗斯福（Theodore Roosevelt）贈送了其中一把該手槍。M1902的軍用型號總共生產了約18,068把。
從1902年到1907年提供的運動型M1902比軍用版本稍為輕便，也要小一些，握把底把更為圓滑。在6年的生產當中，總共生產了大約6,927把運動型號。在1902年至1907年之間，運動型號的銷量為6,927把，仍然超過了軍用型號的5,500把；而在1907年，運動型號停止生產之時，其銷量仍然穩定。或許出乎意料的是，隨著運動型號停止生產，直到1913年以前，軍用型號的銷售實際上開始下降；隨著M1905 .45 ACP口徑手槍的持續銷售，可能大大削減了M1902的銷售量；然後在1912年，柯爾特M1911 .45 ACP的面世，因而直接淘汰M1905時，M1905再也無法與較現代化的手槍望其項背。也許這促成了銷量的增長，由於對柯爾特M1911的需求超過了供應，許多手槍仍以小批或單獨形式向南方的墨西哥陸軍出售，而即將到來的第一次世界大战的刺激也可能激發了人們的興趣。但是，平均每年售出的手槍數量僅約1,100把，而在1915年之後，銷量逐漸的下降，銷量如涓涓細流般減少，軍用型號的銷售量比1928年末減少了更多。
M1902的柯爾特運動型號被柯爾特認為是其M1900型號的延續。1902年，M1902系列就在柯爾特M1900停止生產之時開始沿襲使用，首把的序列號為4,275，並且延續到1907年繼續使用的第10,999號。M1902運動型號的最終產品是在1907年生產，其中包括191把特殊序列號運行的手槍，為30,000至30,190。
在1905年，序列號大約為7,184，偶數編號為M1902的運動型號均配備了M1900的“高柄”馬刺式擊錘。這很顯然，柯爾特在生產運動型號時用盡了剩餘的M1900擊錘，同時仍在採用帶有奇數編號手槍的“短柄”樁式擊錘。在1904年，M1900的“高柄”馬刺式擊錘用盡後，隨後的所有運動型號都採用了圓形擊錘，直到常規生產的結束。在停止生產該運動型號時，最後191把大概是非生產線的手槍所使用的備件，因而給予特殊編號30,000至30190。由此可以得出某些推論，給出運動型號的三款擊錘的變化的近似數目：在1902年至1904年之間生產了1,450把“高柄”馬刺式擊錘型手槍，到了1908年初，已有5,483把圓形“短柄”樁式擊錘手槍出貨。在此期間之後，所有由零件庫存組裝而成並且發貨的“額外”運動型號都可能裝有低馬刺式擊錘。
M1902運動型號以上的套筒鋸齒狀防滑紋最初延續了M1900以上兩側的16條切入型鋸齒狀防滑紋。M1902運動型號看起來很像M1900，但是M1900的瞄準具保險的所有痕跡都消失了。在1905年4月、序列號大約是8,000時，這些鋸齒狀防滑紋被修改為更為現代化的外觀，具有20條可即時辨別出來的切鋸齒，而且它們並無掉入套筒以內，而是切到底部即止。切口的位置相對較短，因為切出來的鋸齒狀防滑紋被移至底把的背面。由此可以對M1902運動型號作出某些推論：前銑切入型鋸齒狀防滑紋的手槍數量大約為3,725把（分為大約1,444把“高柄”馬刺式擊錘型與2,281把圓形“短柄”樁式擊錘型）；前切鋸齒狀防滑紋的手槍疑似僅製有約500把（全數圓形“短柄”樁式擊錘型）；後切鋸齒狀防滑紋則為3,002把（分為2,811把圓形“短柄”樁式擊錘型與191把低馬刺式擊錘）。
直到1912年，柯爾特才推出最後一款運動型號。但是，由於柯爾特M1903“袖珍擊錘”型號仍繼續生產，其較短槍管的基本設計得以倖存很長時間；相對而言，“袖珍擊錘”與M1902運動型號的關係要比M1902軍用型號更為緊密相關。運送到墨西哥的柯爾特M1902運動型號的數量似乎並不多，證明M1902軍用型號更為受到歡迎。
1901年，軍方在評估其柯爾特M1900的試驗時，建議採用較長的握把，並且在彈匣中增加一發容量彈力並系上掛繩環。這帶來了M1902軍用型號，儘管其受到軍方的建議所啟發，但主要還是用作商業用途手槍。它使運動型號與其銷量差距超過了三比一。但是，如果普遍認為M1903“袖珍擊錘”型號的生產基本上只是M1902運動型號的短槍型，那麼M1902軍用型號將僅僅排在第二位。
M1902的“軍用”型號導入了一款新型的前鋸齒狀防滑紋形狀，其套筒前部具有顯而易見的密集型方格區域，這可與M1902運動型號的驟降式鋸齒狀防滑紋當中即時看出其區別性。較長、較方形的握把以及掛繩環也使得它與運動型號不同；當然，由於它可多容納一發額外彈藥，其彈匣亦比運動型號要長。底把的右側增加了套筒卡榫，儘管與運動型號不同但亦很重要。M1902的軍用型號因這些「鐘」與「哨」聲而提供了更多的便利，而M1902的運動型號則更為樸素。
與運動型號不同，M1902軍用型都是配用“短柄”樁式擊錘。序列號開始時奇怪地，前300把手槍編號為15001—15200，然後開始倒後至15000—14900，而從1903年開始到1907年的序列為持續倒後的14899—11000。1907年，開始了序列號15201—15999的批量生產，然後生產批量就穩定下來；在1907年後期，編號從30,200開始，直到1928年年停產以前，最終產量為43,266把。1907年，年產量達到1,400把的頂峰，到1917年，已經完成了其大批量生產，但最低限量的生產仍繼續進行。
大約在1907年末，樁式擊錘的採用就此結束，並且逐步由較小的馬刺式擊錘所淘汰；直到大約第33,000把時，馬刺式擊錘完全接管了擊錘的位置。據說於1906年，前部方格式防滑紋型套筒在大約序列號11,000時結束，然後在套筒的後部具有更熟悉的垂直切鋸齒型防滑紋。由此可以推斷出，前部方格式防滑紋型套筒的M1902軍用型號是在1902年至1906年之間生產，數量約為4,000把，全部裝有樁式擊錘；具有後部垂直切鋸齒型防滑紋和樁式擊錘的M1902軍用型號是在1906年—1908年之間生產，數量約為2,000把（猜測）；而從1907年開始生產、具有後部垂直切鋸齒型防滑紋以及低馬刺式擊錘的M1902軍用型號數量大約在11,000—12,000把之間。

## 部署
美國或任何其他世界軍事組織從未採用過M1902，這可能是由於對該設計的堅固性及其發展性有所保留。迄今已知與該槍相關的最大規模軍購（仍為商業序列化但具有軍隊標記）是M1902軍用型號：1908年，有800把該手槍賣給了墨西哥（後部垂直切鋸齒型防滑紋的套筒頂部具有墨西哥冠，但仍然是圓型樁式擊錘與珍珠握把）。但是，其他未附印標記的M1902軍用型號則是在較小批量以下購入，如不單單向墨西哥出售，也許就增加了數千把手槍。第二大採購活動是1906年，智利海軍通過在倫敦的辦事處（序列號大約在11,000一帶）購入了500把印有標記的手槍（圓型樁式擊錘，前部方格式防滑紋、並印有標記的套筒）。根據資料顯示，偶爾也會有與各個與政府相關聯的個人購入運動型號，但僅限於單一或較小的批次。1913年，至少有一位在墨西哥的美國觀察員提到那些武器是常規墨西哥陸軍的制式手槍。1902年，美國政府購入了200把M1902軍用型號（序列號15000—15201），以進行類型的服役評估（圓型樁式擊錘，前部方格式防滑紋式套筒）。印有墨西哥標記的無疑是在墨西哥革命期間與其他私人渠道獲得以後服役的軍用、運動型號，和M1903“袖珍擊錘”等柯爾特手槍。數年前，美国陆军在美菲战争期間所使用柯爾特M1892 .38口徑手槍對付健壯而狂熱的、還服用了麻醉用途毒品的摩洛部落戰士的經歷令人不滿意，這也可能成為阻撓廣泛接受“大型底把”自動手槍的一大原因。這場衝突事件亦使得人們對1902年時期的早期手槍的有效性產生了懷疑，最終導致了1904年的湯普森–拉加德測試；該測試當中得出的結論是，當時用於軍事用途的“.38”口徑彈藥並不足夠，因此建議採用口徑最少為.45（11.43毫米）的手槍彈藥。針對這些批評，柯爾特與白朗寧推出了柯爾特M1905半自動手槍，該手槍可裝填新型、彈頭直徑達到.452，白朗寧設計的新彈藥——.45 ACP。無論.45 ACP是否會造成過度殺傷，除了英國（可在英國也曾遇上狂熱反對派的經歷）以外，歐洲國家都選擇了較小的口徑。
目前只能這樣推測購入柯爾特M1902運動和軍用型號的商業客戶的類型（不包括軍事用戶）：也許是深入如曠野般的偏遠地區去的獵人、漁民和冒險家；企業，尤其是那些在拉丁美洲地區設有辦事處和項目的企業，例如在美國的採礦業，因為它們曾在20世紀初期曾發生過嚴重、僅僅出於偶發性的勞工動亂（通常是由於非常好的原因）；那個時代可能會評估更現代化傾向的手槍型號的警察（無重量級的警察的銷售記載）；也許是店主更喜歡平手槍作櫃檯貨架，也許是店主較喜歡將平坦手槍用作藏於櫃檯貨架的武器，加上強壯的長槍管與射速要比強盜的左輪手槍更高；也許是那些只喜歡其外觀並且選用作個人防衛或居家用途的手槍的用戶；當然還有喜歡新穎性的休閒持有者和射手。
在1905年之前，它們顯然是“現代”槍套手槍，而公眾和軍方已經了解到7／8發火力在約1.5秒內的價值。但是，到了1906年，與自20世紀之交以來幾乎瘋狂的、在“銷售”自動武器方面並已購入它倆的歐洲人（除法國人和英國人外）不同，北美客戶仍在等待，也許是他們從軍方那裡得到線索，以獲得更為堅固、更為強大的自動手槍。柯爾特M1905 .45 ACP口徑手槍確實是柯爾特在研發時考慮到軍事合同的產物，不單為柯爾特M1902的銷售提供了最急躁和最重要的補充，同時也為日後美國政府採用M1911手槍奠定了基礎。除了英國以外，歐洲的競爭異常激烈。儘管注意到了歐洲大陸的銷售情況，但公認的出色和安全的毛瑟M1896和魯格斯在大型自動手槍的市場上佔據了最大份額。斯太爾和其他槍型至少在原產地區以上很強。
第一次世界大戰期間，柯爾特很有可能看出軍用型號在國外的銷量增加，因而並無將注意力集中在M1911（戰爭期間，向外國運送了80,000多把商業型M1911，僅沙皇俄國就交付了50,000把）。否則，這些銷售可能會轉到M1902的軍用型號方面。

## 流行文化

### 电影
- 2009年—《頭號公敵》：型號為運動型號，在蘇福爾斯搶劫案當中由銀行刧犯約翰·「紅髮」·漢密爾頓（傑森·克拉克飾演）在其湯普森衝鋒鎗的彈藥用盡後使用。
- 2017年—《金剛：骷髏島》：型號為軍用型號，兩把都被美國陸軍中校普雷斯頓·帕卡德（Preston Packard，森姆·積遜飾演）用作佩槍（英语：Side arm）。

## 資料來源
1. ↑  Miller, David (2001). The Illustrated Directory of 20th Century Guns. Salamander Books Ltd. ISBN 1-84065-245-4.
2. 1 2 3  Velleux, David. "Background Information on the United States Pistol Caliber .45 M1911 （页面存档备份，存于）" 1911A1 .45 ACP Pistol Site
3. 1 2 3 4 5 6  Colt Pistols – Colt Automatic Pistol Home Page – 11 years of Service to Colt Firearms Collectors 的存檔，存档日期January 17, 2006，.
4. 1 2 3  Jeff Lesemann. "History and Development of the M1911/M1911Al Pistol （页面存档备份，存于）" 1911A1 .45 ACP Pistol Site
5. ↑  Ty Moore. "Image Gallery – Colt Model 1902 （页面存档备份，存于）" US GI small arms and Model 1911 site

## 外部連結
- （英文）—Colt Automatic Pistols
- （英文）—Colt's Manufacturing Company—manufacturer's website （页面存档备份，存于）